# 高槻市立高槻小学校
高槻市立高槻小学校（たかつきしりつ たかつき しょうがっこう）は、大阪府高槻市本町にある公立小学校。高槻市の中心部、阪急京都線高槻市駅周辺を校区としている。

## 沿革
明治時代初期の1873年、島上郡の各村の連合で「島上郡第九大区第二小区第一番小学校」を創設したことに始まる。現在の高槻市の中心部～中南部にあたる地域を校区とし、円成寺（現在の高槻市京口町）に仮校舎を設置した。現在の高槻市域では最初に設置された小学校でもある。翌1874年4月に旧高槻藩の藩校・文武館跡（菁莪堂跡とも。現在の高槻市城内町、高槻市立第一中学校付近）に移転している。
周辺校との分離や再統合などを繰り返したのち、1887年には高槻尋常小学校となった。この間の1876年に安満小学校（現在の高槻市立磐手小学校）が当校から分離開校している。
1928年には現在地に移転している。地域の児童数の増加に伴い、1950年代以降5つの小学校が当校より分離開校している。
- 1873年3月7日 - 島上郡第九大区第二小区第一番小学校として創立。
- 1874年4月 - 旧高槻藩文武館跡に移転。
- 1874年6月 - 大塚小学校を分離（1929年1月再統合）。
- 1875年12月 - 冠小学校を分離（1885年1月再統合）。
- 1876年7月 - 上田部小学校を分離（1883年5月再統合）。
- 1876年12月23日 - 島上郡第五番安満小学校（現在の高槻市立磐手小学校）が分離。
- 1878年1月 - 西天川小学校を分離（1883年11月再統合）。
- 1879年10月 - 島上郡公立高槻小学校と称する。
- 1880年1月 - 東天川小学校を分離（1883年12月再統合）。
- 1887年4月 - 島上郡高槻尋常小学校に改称。
- 1896年4月1日 - 郡の合併により、三島郡高槻尋常小学校と称する。
- 1929年1月 - 大塚尋常小学校を合併。旧大塚小学校校舎を大塚分校とする。
- 1917年10月1日 - 淀川洪水により校舎浸水被害。
- 1918年9月 - 芥川洪水により校舎浸水被害。
- 1928年10月 - 現在地に移転。
- 1935年4月 - 高等科を併設。三島郡高槻尋常高等小学校に改称。
- 1941年4月1日 - 国民学校令により、三島郡高槻国民学校に改称。
- 1943年1月1日 - 高槻市の市制施行により、高槻市高槻国民学校と称する。
- 1947年4月1日 - 学制改革により、高槻市立高槻小学校に改称。
- 1952年9月 - 上田部分校を設置。4年生を収容する学年分校とする。
- 1953年4月 - 上田部分校が高槻市立桃園小学校として分離開校。
- 1955年4月 - 高槻市立高槻幼稚園を本校敷地内に併設。
- 1957年4月 - 障害児学級を設置。
- 1965年4月1日 - 高槻市立大冠小学校が分離開校。
- 1968年3月 - 大塚分校を廃止。
- 1968年4月1日 - 高槻市立北大冠小学校・高槻市立南大冠小学校の2校が分離開校。
- 1971年4月1日 - 高槻市立西大冠小学校が分離開校。
- 1972年5月 - 仲よし児童会（学童保育）を開設。
- 1996年4月 - 言語障害児を対象とした「ことばの教室」（通級指導教室）を設置。

## 通学区域
- 高槻市 城内町、本町、土橋町、八丁西町、大学町、北園町、高槻町（一部）、城北町二丁目、京口町、大手町、城東町、八幡町、野見町（一部）、上本町。

卒業生は基本的に高槻市立第一中学校に進学する。

## 交通
- 阪急京都線 高槻市駅 南東へ約850m。
- 東海道本線 高槻駅 南東へ約1.5km。
- 高槻市営バス 沢良木町バス停（京阪バス 学校前バス停） 西へ約250m。